# 20156 Herbwindolf
20156 Herbwindolf (1996 TU11) là một tiểu hành tinh vành đai chính được phát hiện ngày 13 tháng 10 năm 1996 bởi P. G. Comba ở Prescott.